# Стербини, Чезаре
Чезаре Стербини (итал. Cesare Sterbini, род. в 1784 году, Рим — ум. 19 января 1831 года, там же) — итальянский поэт и либреттист.

## Биография
Родился в Риме, в семье Алессандро и Антонии Микеле. Дед, Бенедетто Микеле (1699—1784), был гобоистом, композитором, поэтом и либреттистом.
Чезаре Стербини свободно владел несколькими иностранными языками (греческим, латинским, французским и немецким) и был чиновником папской администрации. В свободное время занимался поэзией, главным образом написанием слов для музыкальных произведений. Известны по крайней мере три его либретто, из которых два он выполнил для опер Россини — к «Торвальдо и Дорлиске» (1815) и принесшее ему наибольшую известность либретто к «Севильскому цирюльнику» (1816). Ещё четыре либретто приписываются ему без достоверности.